# Коллальто-Сабіно
Коллальто-Сабіно (італ. Collalto Sabino) — муніципалітет в Італії, у регіоні Лаціо,  провінція Рієті.
Коллальто-Сабіно розташоване на відстані близько 55 км на північний схід від Рима, 34 км на південний схід від Рієті.
Населення — 447 осіб (2014).
Щорічний фестиваль відбувається 3 вересня. Покровитель — San Gregorio Magno.

## Демографія
Населення за роками:

Станом на 1 січня 2023 року в муніципалітеті офіційно проживав 31 іноземець з 8 країн, серед них 27 громадян країн Євросоюзу.

## Сусідні муніципалітети
- Карсолі
- Колледжове
- Марчетеллі
- Несполо
- Пескорокк'яно
- Туранія